# バッキー木場
バッキー木場（ばっきーこば、1956年3月21日 - ）は、日本のナレーター、ディスクジョッキー。東京俳優生活協同組合所属。鹿児島県出身。本名は木場 剛（こば つよし）。

## 人物
1977年、俳協演劇研究所4期として芸能活動をスタート。当初は本名で活動していたが、1989年のベイエフエム開局当初から現在の芸名を使用するようになった。苗字の「木場（こば）」をよく「きば」と読み間違えられるため、「きば」を逆さにした「バッキー」という名前になった。
辻谷耕史や増岡弘から持ち役の一部を引き継いでいる。

## 出演

### ナレーション
太字は現在放送中の番組。
NHK総合テレビ
- きよしとこの夜「ズンドコ タイムトラベル」（2007年 - 2009年）

NHK Eテレ
- 理科6年 ふしぎ情報局（2006年 - 2011年）
- 団塊スタイル

NHK BS1
- スポーツ酒場 語り亭（2013年 - 不定期・2020年までは毎回、2021年からはDJ.ナイクと各回交替で担当）

日本テレビ系列
- 全国高等学校クイズ選手権 第16・17回（1996年・1997年）
- 真相報道 バンキシャ!（2002年 - ）
- アナザースカイ → アナザースカイII（2008年 - ）
- エンタの神様 復活特番（2012年 - 不定期）
- 木曜スペシャル「これが決定版・爆笑!プロ野球珍プレー好プレー」
- クイズ世界はSHOW by ショーバイ!!
- ウッチャンナンチャンのウリナリ!! - ランキングキャラクターライブのナレーター、武道館・東京国際フォーラム等のライブ会場でのウリナリの企画時の案内を担当。

テレビ朝日系列
- 潜入!24時間（1998年）
- JAPAN DRAMAWARS（2000年）
- タイムショック（2000年 - 2002年）
  - タイムショック（2002年 - 2006年・2007年）※不定期特番
  - 新タイムショック（2007年）
  - 超タイムショック（2008年 - 2014年）
  - ザ・タイムショック（2017年 - 2019年）

- M-1グランプリ（2015年 - ）※不定期特番
- マンガみたいな!!ミラクル映像博覧会（不定期特番）
- 8時だJ（2019年）※復活版
- これって私だけ?（2020年 - 2021年）

TBS系列
- ザ・ディール（2006年）
  - ザ・ディール2（2007年）

- 所さんのニッポンの出番!（2014年 - 2016年）
- みのもんたの朝ズバッ! → 朝ズバッ!（2005年 - 2014年） - タイトルコール
- サンデーモーニング
- ここがヘンだよ日本人
- 逸見のその時何が!

テレビ東京系列
- ペット大集合!ポチたま 拡大版（2010年）
- 解禁!暴露ナイト（2012年 - 2014年）
  - 〜裏ネタワイド〜 DEEPナイト（2014年）
  - ヨソで言わんとい亭〜ココだけの話が聞ける（秘）料亭〜（2014年 - 2016年）
  - じっくり聞いタロウ〜スター近況（秘）報告〜（2016年 - ）

- 今、地方を知れば日本がわかる!池上彰のご当地ウラ事情

フジテレビ系列
- ビートたけしのつくり方（1993年12月 - 1994年1月のみ担当）
- SMAP×SMAP（1996年 - 2016年）※不定期出演
- FNNスーパーニュース「スーパー特報」（1998年 - 2015年）※不定期出演
- 土曜プレミアム（2003年 - ）
- 金曜プレミアム（2015年 - ）※映画作品の解説
- FNS27時間テレビ 女子力全開2013 乙女の笑顔が明日をつくる!!（2013年8月3日・4日）
- FUJIYAMA FIGHT CLUB（2015年 - ）
- FNSうたの春まつり（2016年 - 2017年）
- ユニバーサル・スタジオが贈るアトラクションムービー最新作!映画「ミニオンズ」（2017年）
- 7月は話題のアニメ勢揃い!ミニオン&ここさけ魅力解明SP（2017年）
- ニチファミ!/金曜プレミアム/日曜THEリアル!・ 今夜解禁!開かずの扉〜超カギ開け師が眠れるお宝発掘SP〜（2018年 - 2019年）
- 芸能人が本気で考えた!ドッキリGP（2018年 - ）
- 映画「ドラゴンボール超」公開直前特番!TV版クライマックス一気に振り返り!SP（2018年）

AT-X
- 諏訪部順一のとびだせ!!のみ仲間（2020年3月 - ）

### CM
- スピードラーニング
- 遊☆戯☆王ゼアル オフィシャルカードゲーム SHADOW SPECTERS

### ラジオ
- インターバル・シグナル（2015年1月31日まで、2015年2月からは山寺宏一。（bayfm）
- バッキー木場のぼくらの時間（エフエム仙台）
- JAPAN HOT CLASSICS（bayfm）
- GAME MUSIC LAND（FM富士）- 木場剛時代
- KEIYOGINKO POWER COUNTDOWN JAPAN HOT 30（1989年10月5日 - 2014年12月27日、bayfm）

### テレビ番組
- 嗚呼!バラ色の珍生!!（顔出し出演。初期の頃に賞品紹介を担当）
- パンドラの秘宝～クセになる世界TVウォッチ!
- おしゃれカンケイ
- 食キングクイズ地球まるかじり
- TBSテレビコールサイン
- 今田ハウジング
- こどもにんぎょう劇場「牛をつないだ椿の木」
- 科学マンボ隊ラテンジャー（フジテレビ、パラダイス山元と共演）
- おもいッきりイイ!!テレビ（木曜日の13:10頃に放送されていた「美肌泉隊SPAレンジャー」のコーナーのみ）
- トシガイ（本名の木場剛名義でクレジット表示）
- 土曜スペシャル「なるほど納得! リピーター殺到・人気宿の秘密を探る」
- 金曜女のドラマスペシャル「闇からの叫び コンピュータに狙われた花嫁」（木場剛名義）
- 日本100巡礼 思いの道 願いの道（ナレーション）

### テレビドラマ
- 帝銀事件 大量殺人・獄中32年の死刑囚（1980年、テレビ朝日）
- スーパー戦隊シリーズ（テレビ朝日）
  - 太陽戦隊サンバルカン 第27話（1981年8月15日） - 人形劇団員 役
  - 電撃戦隊チェンジマン 第21話（1985年6月22日） - 宇宙獣士ボルタの声
- 太陽にほえろ!（1982年、日本テレビ）
- 私鉄沿線97分署（1985年、テレビ朝日）
- 闇からの叫び コンピュータに狙われた花嫁（1986年7月25日、フジテレビ）
- 独眼竜政宗（1987年、NHK） - 綿貫源吾 役
- 超人機メタルダー（1987年 - 1988年、テレビ朝日） - 暴魂クロスランダーの声、爆闘士ロビンケンの声
- ドールハウス (2004年のテレビドラマ)（2004年） - OPナレーション
- 仮面ライダービルド（2017年、テレビ朝日） - ナレーション[1]

### テレビアニメ
- ジョジョの奇妙な冒険 ダイヤモンドは砕けない（2016年、カイ原田 役）
- ぐだぐだオーダー（2016年、ナレーション 役）
- お前はまだグンマを知らない（2018年、ナレーション、天の声A 役）

### 映画
- Jリーグを100倍楽しく見る方法!!（1994年、ナレーション）
- ゴジラシリーズ - 予告編ナレーション
  - ゴジラ×メガギラス G消滅作戦（2000年）
  - ゴジラ・モスラ・キングギドラ 大怪獣総攻撃（2001年）
- 岸辺露伴 ルーヴルへ行く（2023年）[2]
- Minori Chihara Documentary Live Movie "We are stars!!"（2024年、ナレーション）[3]

### 音楽
- ポケットビスケッツ シークレットライブナレーター（2000年3月12日）

### ゲーム
- BS F-ZERO GRAND PRIX 2（サテラビュー）
- ドラゴンクエストVIII 空と海と大地と呪われし姫君（2015年、3DS） - レフェリー 役
- グランブルーファンタジー（2016年、Android・iOS） - フランクルト 役

### CD
- 嘉門達夫「よくわかる日本史」（アルバム「天賦の才能」収録）のナレーション
- TAITO DJ STATION G.S.M. TAITO 5（1990年、ポニーキャニオン、サイトロン・アンド・アート） - DJパート、及び特典CD『TAITO DJ STATION 番外編』内『ゲームミュージック・ベストテン』司会 役、『オペレーションサンダーボルト』バッキー中尉 役